# ダイニング
| ウィキペディアには「ダイニング」という見出しの百科事典記事はありません（タイトルに「ダイニング」を含むページの一覧/「ダイニング」で始まるページの一覧）。 代わりにウィクショナリーのページ「ダイニング」が役に立つかもしれません。 |